# Sofía Martínez
Sofía Martínez Ramírez (Vitoria, Álava, 25 de octubre de 1965), compositora española.
Nace en Vitoria en 1965, realiza estudios de Piano en el Conservatorio Superior de Música de Madrid con Manuel Carra y de composición en la Escuela de Música “J. Guridi” de Vitoria con Carmelo Bernaola. En 1992 se traslada a París donde realiza cursos de Composición con Emmanuel Nunes, de Análisis musical, Orquestación y Composición en el Conservatorio Superior de París con Marc André Dalbavie, Alain Louvier, Betsy Jolas y Dirección de Orquesta en la École nationale de musique  d’Evry con Nicolas Brochot. Ha participado en cursos y simposios con Luis de Pablo, Luigi Nono, Pierre Boulez, Cristóbal Halffter. 
Ha obtenido el premio de composición “Eresbil” y ha recibido una mención especial por su obra “Apolo y Dafne” en el concurso de composición del Colegio de España y del Instituto Nacional de las Artes Escénicas y de la Música. Sus obras han sido objeto de encargos por el Centro para la Difusión de la Música Contemporánea, INAEM, Ministerio de Cultura francés, Gobierno Vasco y Quincena Musical. También ha realizado arreglos para el ballet Olaeta.
Entre 1996-2004, es profesora en la École nationale de musique de Sevran, en la École de musique  de Parmain y en el Conservatorio municipal de Paris XVI; Entre el 2007 y el 2012 es profesora de composición en el Conservatorio Superior de Las Palmas .